# Isabelle Jongenelen
Isabelle Jongenelen, née le 28 juillet 1991 à Breda, est une joueuse internationale néerlandaise de handball, évoluant au poste d'arrière droite.

## Biographie
Fin 2015, Isabelle Jongenelen quitte SG BBM Bietigheim pour rejoindre Nantes.

## Palmarès

### En club
compétitions nationales
- championne des Pays-Bas en 2012 (avec SV Dalfsen)
- vainqueur de la coupe d'Allemagne en 2018 (avec VfL Oldenburg)